# Rector
Rector est une municipalité du comté de Clay, dans l’État de l’Arkansas aux États-Unis.

## Démographie
| 1890 | 1900 | 1910  | 1920  | 1930  | 1940  | 1950  | 1960  |
| ---- | ---- | ----- | ----- | ----- | ----- | ----- | ----- |
| 525  | 520  | 1 859 | 1 801 | 1 617 | 1 736 | 1 855 | 1 757 |

| 1970  | 1980  | 1990  | 2000  | 2010  | - | - | - |
| ----- | ----- | ----- | ----- | ----- | - | - | - |
| 1 990 | 2 336 | 2 268 | 2 017 | 1 977 | - | - | - |